# It Girl
Pour les articles homonymes, voir It Girl (homonymie).
It Girl est une série de romans écrits par Cecily von Ziegesar. Destiné aux adolescents, It Girl est une série littéraire dérivée de la célèbre saga Gossip Girl.

## Présentation
La série It Girl raconte les nouvelles aventures d'un personnage issu de la saga Gossip Girl : Jenny Humphrey.
À la fin de sa troisième au lycée privé pour filles Constance Billard, une école privée huppée de l'Upper East Side à New York, Jenny ruine sa réputation en dormant avec un groupe de rock branché, The Raves. Risquant d'entacher par la même occasion l'image de son école, elle est dès lors envoyée au pensionnat tout aussi huppé de Waverly Prep où elle cherche à devenir la nouvelle It Girl (fille en vue).

## Livres
1. It Girl (The It Girl)
2. Ça reste entre nous (Notorious)
3. Les scrupules ? Connais pas... (Reckless)
4. Tu me le paieras ! (Unforgettable)
5. Veinarde ! (Lucky)
6. Tentation (Tempted)
7. Bonjour la réputation ! (Infamous)
8. Que la fête commence (Adored)
9. No limit !
10. Campus in Love !

## Personnages

### Jennifer Tallulah Humphrey (dite Jenny)
Description physique : Jenny est petite et mince; elle a des cheveux bruns et frisés, une frange droite et austère sur le front, de grands yeux noisette, un visage rond parsemé de taches de son et une très opulente poitrine (un 90 E à quatorze ans).

#### Dans la sagaGossip Girl
La petite Jenny, âgée de quatorze ans au début de la série (douze dans le prequel), est la plus jeune des personnages de la saga Gossip Girl. Elle loge dans un appartement délabré de l'Upper West Side avec son père Rufus Humphrey -un éditeur bohème et beatnik de poètes mineurs de la Beat Generation- son frère, Dan, de trois ans son aîné et leur chat, Marx. Elle n'a plus de contact avec sa mère, Jeannette, depuis que celle-ci a définitivement quitté le domicile familial du jour au lendemain pour aller s'installer en Europe avec un riche aristocrate. Jenny est une artiste peintre bourrée de talent qui admire beaucoup Serena et désire lui ressembler. Dotée d'une très généreuse poitrine et d'une tignasse de cheveux frisés, elle est souvent la cible de moqueries. Elle travaille également pour le magazine artistique de son lycée, Rancœur, créé par Vanessa. Tout au long de la série, elle tente par tous les moyens de s'intégrer à l'univers glamour des filles riches, populaires et plus âgées de son école privée pour filles, Constance Billard. Ambitieuse, elle parvient à de nombreuses reprises à se faire inviter à des fêtes organisées par des élèves de terminale malgré son statut social peu reluisant et même à entreprendre une carrière de mannequin, grâce à l'aide de Serena. Plus tard, elle est aussi engagée comme chanteuse par le groupe de rock en vogue,The Raves, pour remplacer son frère. Au début de la série, elle est sortie avec le très convoité Nate Archibald pendant un petit moment. À la fin de sa seconde, elle demande son transfert vers un pensionnat huppé où elle décide de se réinventer et de devenir une vraie "It Girl" à la Serena Van der Woodsen. La meilleure amie de Jenny est Elise Wells.
Liste de ses conquêtes amoureuses : Nathaniel Archibald, Leo Berensen, Tyler Waldorf, ...

#### Dans la sagaIt Girl
Quand Jenny arrive au pensionnat de Waverly Prep, elle se voit, à son plus grand plaisir, partager sa chambre avec les deux filles les plus populaires de l'établissement : Callie Vernon et Brett Messerschmidt. Elle y fait également la connaissance de trois séduisants garçons : Brandon Buchanan, Heather Ferro et Easy Walsh, le petit ami de Callie. Si ses débuts au pensionnat sont difficiles en raison de fausses rumeurs qui courent à son sujet et d'un bizutage très cruel dont elle fait les frais, Jenny se rend néanmoins très vite assez populaire auprès de ses camarades et rejoint même sa célèbre équipe de hockey sur gazon. Elle devient amie avec ses colocataires dans l'intervalle mais vient malheureusement à tomber amoureuse du petit ami de Callie qui le lui rend bien. Tinsley Carmichael, l'ancienne it girl de Waverly Prep nouvellement réintégrée au sein du lycée, s'en aperçoit et, jalouse de la popularité de Jenny, se sert de cette attirance pour discréditer sa nouvelle rivale. À nouveau au bas de l'échelle sociale, Jenny perd aussi l'amitié et plus tard, l'amour de Easy qui retourne auprès de son ex. Effondrée, Jenny trouve cependant une alliée solide en la personne de Brett et retrouve l'amour avec Julian McCafferty. Après avoir été accusée à tort d'avoir provoqué un incendie dans les dortoirs, la jeune fille est momentanément exclue du pensionnat avant d'y être finalement réintégrée et innocentée. À son retour sur le campus, elle décroche finalement la position de It Girl qu'elle avant tant espérée. 
Liste de ses conquêtes amoureuses: Easy Walsh, Julian McCafferty, Drew, Isaac Dresden, ... 

#### Après la sagaIt Girl
À l'âge de dix-huit ans, au sortir du pensionnat, Jenny intègre la Rhode Island School of Design pour y étudier le dessin. 
'Liste de ses conquêtes amoureuses: Nathaniel Archibald, Tyler Waldorf Rose, ...

### Callie Vernon
Description physique : Callie a des cheveux couleur blond-fraise et des yeux noisette.
Biographie: Callie est la fille du richissime gouverneur de Géorgie et l'une des étudiantes les plus populaires du pensionnat mixte Waverly Prep. Elle est la meilleure amie de Brett Messerschmidt et Tinsley Carmichael. 

### Brett Lenore Messerschmidt
Intelligente, motivée et polyvalente, Brett est aussi l'une des filles les plus populaires de Waverly Prep et rêve de pouvoir un jour être admise à l'université de Brown. Elle est originaire du New Jersey. Ses parents sont extrêmement riches mais aussi très vulgaires en ce qui concerne la façon dont ils dépensent leur argent, ce que Brett cache à tout le monde.

### Tinsley Adea Carmichael
Tinsley est en quelque sorte la reine du pensionnat Waverly Prep mais en a été expulsée après avoir été surprise en train de consommer de l'ecstasy en compagnie de Brett et Callie, ses meilleures amies avant d'y être finalement réintégrée peu après l'arrivée de Jenny qu'elle jalouse.

### Easy Walsh
Easy est un étudiant très séduisant du pensionnat mixte Waverly Prep ainsi qu'un talentueux artiste et un cavalier très doué. 

### Brandon Buchanan
Brandon est un étudiant très séduisant du pensionnat mixte Waverly Prep. Il est métrosexuel. Il a vécu une romance avec Callie avant le début de la saga mais celle-ci l'a ensuite quitté pour Easy Walsh. Il reste cependant très amoureux d'elle et ils se remettent finalement ensemble plus tard dans la série.